# NGC 1126
NGC 1126 est une galaxie spirale vue par la tranche et située dans la constellation de l'Éridan. NGC 1126 a été découverte par l'astronome américain Lewis Swift en 1886.

## Caractéristiques
Sa vitesse par rapport au fond diffus cosmologique est de 7 163 ± 26 km/s, ce qui correspond à une distance de Hubble de 105,7 ± 7,4 Mpc (∼345 millions d'al).
À ce jour, une mesure non basée sur le décalage vers le rouge (redshift) donne une distance d'environ 131,000 Mpc (∼427 millions d'al). Cette valeur est à l'extérieur mais compatible avec les valeurs de la distance de Hubble.
La classe de luminosité de NGC 1126 est II.